# P Cygni
P Cygni (P Cyg / 34 Cygni) es una estrella de la constelación Cygnus, una de las más lejanas que se pueden ver a simple vista, pues se halla a una incierta distancia entre 5000 y 7000 años luz del sistema solar. También se la conoce como Nova Cygni 1600.

## Historia
En 1600, P Cygni apareció como un astro de tercera magnitud en un lugar donde no se había observado anteriormente ninguna estrella. Durante los siguientes años, la estrella atenuó su brillo y dejó de ser visible a simple vista, pero volvió a magnitud +3,5 en 1655. Se mantuvo en dicho brillo hasta 1659, momento en el que de nuevo se apagó hasta situarse por debajo de sexta magnitud, volviendo a aumentar su brillo en 1665. Después de varias fluctuaciones, hacia el año 1715 se volvió estable alrededor de magnitud 5, oscilando su brillo en torno a este valor en los últimos 200 años.

## Características
P Cygni es una supergigante o hipergigante de tipo espectral B2 con una luminosidad aproximadamente equivalente a 700 000 soles, catalogada como variable azul luminosa o variable S Doradus. Estas son estrellas muy poco frecuentes y constituyen las estrellas más luminosas de la galaxia. Sus aumentos de brillo se producen porque la estrella se acerca peligrosamente al límite de Eddington, lo que hace que la presión de radiación expulse sus capas más externas de forma violenta. P Cygni está rodeada por una tenue nebulosa que ha sido creada durante los últimos 900 años por las erupciones de la estrella; también hay restos de erupciones anteriores que tuvieron lugar hace 2400 y 20 000 años. La estrella sigue perdiendo masa a un ritmo extraordinario, 300 millones de veces mayor que la pérdida de masa que experimenta el Sol por el viento solar. El destino de un objeto tan enorme es hasta cierto punto incierto; bien puede explotar como una brillante supernova o puede terminar como una hipernova, en donde el núcleo colapsa hacia un agujero negro.
Se ha sugerido también que las erupciones mencionadas pueden haber sido causadas por la transferencia de masa a una hipotética compañera estelar de también tipo espectral B, que tendría una masa estimada entre 3 y 6 veces la del Sol.
La materia que cae hacia la acompañante liberaría energía gravitacional, una parte de 
la cual se traduciría en un aumento de la luminosidad.
Dicha acompañante emplearía aproximadamente 7 años en completar una órbita, siendo esta muy excéntrica.

## Perfil P Cygni

Perfil de línea característico y homónimo de P Cygni para Hα

P Cygni da su nombre a un tipo de característica espectroscópica llamada perfil P Cygni, donde la presencia tanto de absorción como de emisión en el perfil de la misma línea espectral, indica la existencia de una envoltura gaseosa que se expande alejándose de la estrella. La línea de emisión surge de un viento estelar denso cerca de la estrella, mientras que el lóbulo de absorción corrido hacia el azul se crea donde la radiación pasa a través del material circunestelar que se expande rápidamente en la dirección del observador. Estos perfiles son útiles en el estudio de los vientos estelares en muchos tipos de estrellas. Son citados a menudo como un indicador de una estrella variable luminosa azul, aunque también ocurren en otros tipos de estrellas.
En la propia P Cygni, el tamaño de la región de emisión Hα del viento estelar es de 5.64 ± 0.21 milisegundos de arco. A la distancia de 1600 pársecs, este es un tamaño físico de aproximadamente 25 radios estelares.